# یوسف نبهانی
یوسف بن اسماعیل نبهانی (۱۸۴۹ - ۱۹۳۲) قاضی، ادیب و شاعر عربی فلسطینی بود. در الازهر درس خواند. از آثار اوست «جامع الکرامات الأولیاء»، «المجموعة النبهانیة فی مدائح النبویة»، «الفضائل المحمدیه».